# Зради
Зради — шоста книга в серії науково-фантастичних романів, дія яких відбувається у всесвіті «Вавилону-5».

## Стислий зміст
Центаврійці сильно нашкодили Нарну. Під час панування в нарнійському світі цього витонченого і нещадного народу нарни були рабами у всьому, крім імені. Вони були змушені спостерігати, як їх світ позбавлений всього цінного. І коли нарешті нарнам вдалося вигнати ненависних диктаторів з нарнійського космосу, їм залишилося мало, але серед цього малого - свобода.
Нарнійці ненавидять центаврійців, але навчилися у них. Нарн шукав інших світів, багатих ресурсами, щоби забезпечити їхній спустошений рідний світ. Вони знайшли ці світи. І коли в них було місцеве населення, Нарн їх підкорив, поневолив та скористався ними так само безжально, як і колись з ними вчинили центаврійці. Тепер Центавр знову вдарив по Нарну, дві сили втягнулися в бій. Це час, коли поневолений народ може побачити можливість завдати удару по ворогу; можливо, завоювати свою свободу. Але в кожному конфлікті настає час, коли виснаження тимчасово змушує навіть найзапекліших супротивників закликати до перемир'я, відпочити та відновити сили. Час, коли союзники намагаються укласти мир між учасниками бойових дій, час. Коли непохитні бунтарі можуть сподіватися на мирне рішення, перш ніж знову залити кров’ю власні руки.
На Вавилоні-5 відбудеться конференція між Нарном та Центавром. Ніхто насправді не сподівається на спокій, і кожен налаштований залишитися невтягнутим у конфлікт, але всі відчувають себе змушеними здійснювати певні рухи.
Коли дипломати з двох воюючих держав Всесвіту приїжджають на Вавилон-5 для участі в мирному саміті, капітан Шерідан і Земні сили знають, що безпека є найважливішою. Але геніальне дівча-підліток намагається здійснювати власні плани - плани щодо і Центавра, і Нарна. Тим часом серед мещканців Вавилону-5 ширяться повстанські настрої.
Брат і сестра-близнюки, однаково віддані своїй справі, прагнуть звільнення планети Ті'лл. Тоді насильство спалахує на Вавилоні-5, його внутрішні комунікації безнадійно зруйновані. Повстанці погрожують кров'ю мирної конференції. Тим часом наближаються ворожі військові кораблі, і Майкл Гарібальді повинен замислитись про порятунок капітана Шерідана та дипломатів. Але це може бути вже пізно. Теллін навчилася майстерності знищення у господарів, і для них свобода гідна будь-якої ціни: навіть ціною самознищення.